# Бобров, Иван Владимирович
Ива́н Влади́мирович Бобро́в (21 апреля 1904, Темниковский уезд, Тамбовская губерния — 1966, Донецк) — советский учёный, горный инженер, доктор технических наук, профессор, один из основоположников теории и практики борьбы с внезапными выбросами угля и газа в шахтах, Заслуженный деятель науки и техники Украинской ССР.

## Биография
Родился 21 апреля 1904 года в селе Спасское Раменье (Новосёлки) Темниковского уезда Тамбовской губернии (ныне — село Спасско-Раменье, Ермишинский район, Рязанская область).
В 1922 году экстерном окончил в ростовский Политехникум водного транспорта по специальности «механик».
Начал трудовую деятельность в 1923 году в должности помощника механика прокатного цеха на металлургическом заводе в г. Юзовка (позднее — г. Сталино, ныне — г. Донецк).
В 1923 году Сталинским городским комитетом ЛКСМ(У) направлен на учёбу в Днепропетровский горный институт, который окончил в 1927 году по специальности «горный инженер».
С 1927 по 1928 год — начальник участка шахты № 11 (Куйбышевский район г. Донецка).
С 1928 по 1929 год — помощник главного инженера и главный инженер шахты «Капитальная-Марковка» в г. Макеевке.
С 1928 по 1931 год — главный инженер и начальник шахты № 4-5-6 «Красная Звезда» (Будённовский район г. Донецка).
В 1931 году переведён на учебную работу в Сталинский индустриальный институт (ныне — Донецкий национальный технический университет) на должность декана горного факультета.
Член ВКП(б) с октября 1931 года.
В 1933 году приказом Народного комиссариата угольной промышленности СССР назначен главным инженером, а затем и начальником шахты № 31 «Рутченково» (Кировский район г. Донецка).
С 1936 по 1938 год — начальник шахты № 9 «Капитальная» (Будённовский район г. Донецка).
С 1939 по 1941 год возглавлял Донецкий заочный горный институт (ДЗГИ) Наркомата тяжёлой промышленности СССР в г. Сталино.
В 1941 году защитил диссертацию на соискание учёной степени кандидата технических наук.
В том же году, после начала Великой Отечественной войны, переведён в г. Москву в распоряжение Народного комиссариата угольной промышленности СССР и назначен на должность заместителя начальника отдела 8-го Управления Оборонительного Строительства, входившего в состав Главного управления оборонительного строительства Народного комиссариата обороны СССР. В составе 8-й сапёрной армии Южного фронта принимал участие в решении задач по инженерному и организационному обеспечению строительства стратегических рубежей обороны Советских войск на подступах к Сталинграду, Донского и Ростовского оборонительных рубежей в преддверии Сталинградской битвы и битвы за Кавказ.
20 января 1942 года откомандирован из аппарата 8-го Управления Оборонительного Строительства на восстановительные работы в Донбасс.
В 1943 году, после окончательного освобождения Донецкого бассейна от немецко-фашистских оккупантов, назначен заместителем начальника Государственного каменноугольного комбината Наркомугля СССР «Сталинуголь» (А. Ф. Засядько), объединявшем 97 шахт, 8 угледобывающих трестов Донбасса. С 1945 года работал заместителем главного инженера и начальником производственного отдела этого же комбината. При участии и под руководством И. В. Боброва решались сложнейшие задачи восстановления разрушенных во время войны шахт Донбасса и возобновления добычи угля для нужд страны.
В 1946 году решением ВАК в ему присуждена учёная степень кандидата технических наук по защите диссертации, состоявшейся в 1941 году.
В 1947 году назначен директором Донецкого научно-исследовательского угольного института (ДонУГИ).

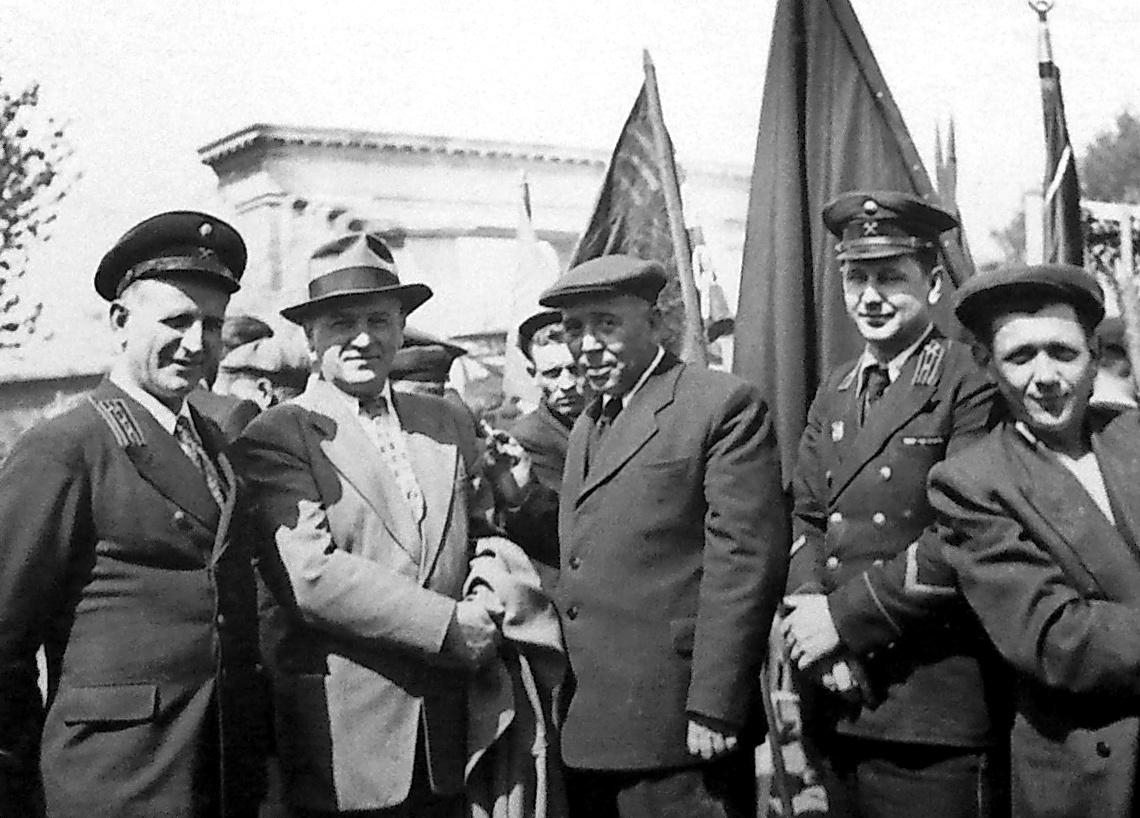
И. В. Бобров (в центре) и сотрудники МакНИИ на первомайской демонстрации, 1962

В сентябре 1948 года решением Совета Министров СССР И. В. Боброву присвоено персональное звание Горного генерального директора III ранга.
13 января 1951 года Приказом Министра угольной промышленности СССР А. Ф. Засядько назначен директором Государственного макеевского научно-исследовательского института по безопасности работ в горной промышленности (МакНИИ).
Возглавив МакНИИ, И. В. Бобров в короткий срок перестроил работу отделов, лабораторий и обеспечил улучшение исследовательской деятельности сотрудников.
По его инициативе были созданы новые лаборатории, оборудованные новейшей аппаратурой и приборами, позволившие обеспечивать выполнение планов работ на высоком научном уровне.
В 1951 году за участие в выполнении важной научно-исследовательской работы по составлению Геолого-углехимической карты Донецкого угольного бассейна И. В. Бобров был удостоен звания лауреата Сталинской премии.

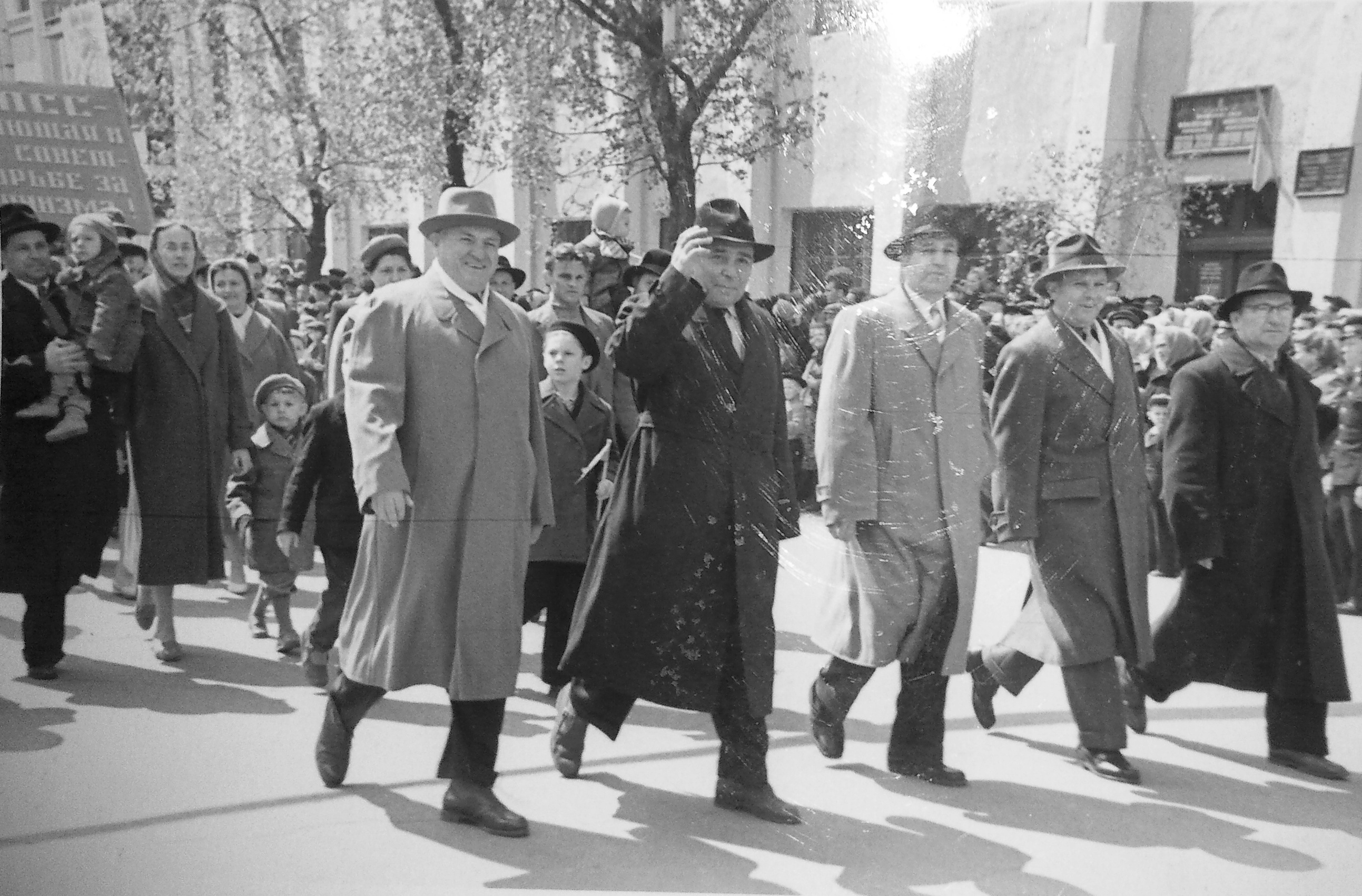
И. В. Бобров (в центре) и сотрудники МакНИИ на демонстрации 7 ноября 1965

В 1963 году И. В. Боброву присуждена учёная степень доктора технических наук, а в 1964 году присвоено звание профессора.
Многократно принимал участие в расследовании причин аварий на угольных шахтах СССР, связанных со взрывами метана и внезапными выбросами угля и газа, в качестве председателя экспертых комиссий.
Скончался 26 октября 1967 года.
Похоронен в Донецке на Мушкетовском кладбище.

## Научный вклад
В 1950-е годы при непосредственном участии и под научным руководством И. В. Боброва были выполнены фундаментальные исследования природы и механизма выбросов угля и газа, которые не имели аналогов в мировой практике по уникальности, представительности и разнообразию экспериментальных работ в натурных условиях.
Результаты этих исследований открыли широкую перспективу для разработки и внедрения новых, более эффективных методов прогноза и борьбы с внезапными выбросами угля и газа в угольных шахтах. В частности, МакНИИ был создан и широко внедрён метод текущего прогноза выбросоопасных зон при проведении подготовительных и очистных выработок, применявшийся в 115 угольных шахтах Советского Союза. В дальнейшем, на основе полученных результатов в институте МакНИИ была создана теория опережающей отработки защитных пластов для предотвращения внезапных выбросов угля и газа, разработаны способы борьбы с выбросами за счёт высоконапорного нагнетания воды в угольный пласт в режиме рыхления, а также путём гидроотжима призабойной части.
Под руководством И. В. Боброва трудовой коллектив МакНИИ разработал решения целого ряда важнейших проблем в области безопасности работ в угольной промышленности, в институте были созданы благоприятные условия для теоретического роста научных кадров.
Руководил подготовкой аспирантов.
Автор более 60 научных публикаций и трёх изобретений.

### Основные научные публикации
- Бобров И. В. Внезапные выбросы угля и газа на шахтах Донбасса / И. В. Бобров, Р. М. Кричевский, В. И. Михайлов. — М.: Углетехиздат, 1954. — 515 с.: ил., прил.
- Бобров, И. В. Способы безопасного проведения подготовительных выработок на пластах, опасных по внезапным выбросам угля и газа / И. В. Бобров. — М.: Госгортехиздат, 1961. — 264 с.: ил.
- Бобров, И. В. Борьба с внезапными выбросами угля и газа / И. В. Бобров, Р. М. Кричевский. — Киев: Техніка, 1964. — 328 с.: ил.

## Награды
- Орден Ленина;
- Орден Трудового Красного Знамени;
- Медаль «За трудовую доблесть» (указ Президиума Верховного Совета СССР от 21.02.1942);
- Медаль «За оборону Сталинграда»;
- Медаль «За оборону Кавказа»;
- Медаль «За победу над Германией в Великой Отечественной войне 1941—1945 гг.»;
- Медаль «За восстановление угольных шахт Донбасса»;
- Медаль «За доблестный труд в Великой Отечественной войне 1941—1945 гг.»;
- Сталинская премия 2-й степени (1951).

Указом Президиума Верховного Совета УССР в 1958 году за выдающиеся заслуги в развитии науки и техники безопасности в горной промышленности И. В. Боброву присвоено почётное звание Заслуженного деятеля науки и техники Украинской ССР.
Полный кавалер отраслевой награды «Шахтёрская слава».

## Память
Именем И. В. Боброва назван переулок в Кировском районе г. Донецка.

## Семья
- Дочь — Боброва Ирина Ивановна (1930—2018) — советский учёный, педагог, кандидат медицинских наук, доцент, врач-офтальмолог.
- Сын — Бобров, Анатолий Иванович (1937—2014) — советский учёный, горный инженер, доктор технических наук, профессор, один из основоположников теории и практики борьбы с местными скоплениями метана и суфлярами в угольных шахтах, Академик Международной академии наук экологии и безопасности жизнедеятельности и Академии горных наук Украины, директор МакНИИ в 1997—2000 годах.